# 虹色モザイク/ENJOY!! ENJO(Y)!!
「虹色モザイク/ENJOY!! ENJO(Y)!!」（にじいろモザイク/エンジョイエンジョイ）は、日本の女性アイドルグループ『アップアップガールズ（仮）』の両A面CDシングルである。2013年12月25日に発売された。
当シングルのジャケットは漫画家のナカGのデザインによるもので、収録されている楽曲は、PandaBoYプロデュースによる片想いの恋愛ソング「虹色モザイク」と、michitomoプロデュースによるギャルをテーマとしたEDM系楽曲「ENJOY!! ENJO(Y)!!」である。また、リリースイベントの際に着用した衣装をメンバーの佐藤綾乃がプロデュースしている。

## 背景
アップアップガールズ（仮）の持ち歌は攻め曲が多いが、2013年の夏頃より「魅せるって事を頑張ろう」としており、「変化球を投げてくるような曲」をリリースするようになった。当CDシングルは、そのような状況の中でリリースされた2013年最後のシングルであり、T-Palette Recordsへの移籍後9枚目のシングルとなる。2013年に限ると8枚目のリリースとなり、アップアップガールズ（仮）はT-Palette Records内でシングルリリース数最多となった。このリリースペースについて、BARKSは「今年もハイペースなリリース」と評した。

## 録音、制作
プロデュースをPandaBoYが務めた「虹色モザイク」の曲中にはメンバーの関根梓が「好きだよ」とウィスパーボイスでささやく部分があるが、その部分はウィスパーだけで切なさを表現する必要があり、レコーディングの際非常に苦労したという。関根は「マンガやアニメの告白シーンをイメージ」するなど、さまざまなシチュエーションを想像したが、最終的には単純に「レコーディング室で目の前に好きな人がいて」というイメージで録音した。

## 音楽性と歌詞
当CDシングルは「可愛さ1500% おバカさ1500%の両A面」となっており、南波一海は「どちらの方向にも振れるのが彼女たちの強み」と評価している。
「虹色モザイク」は、「好き」という感情を相手に伝える曲。もしくは、その感情を伝えることができずにいる気持ちを歌った曲。アップアップガールズ（仮）は、それほど数は多くないものの何曲か恋愛ソングを歌っているが、どれも片想いを表現した曲であり「虹色モザイク」も片想いの曲である。メンバーの佐藤綾乃は（グループ名に）「（仮）が付いていて完璧ではないから恋も片想いなのかな？」と推測している。
音楽のジャンルとしては、南波一海によれば「ドラムンベースのリズムを基調としたアップテンポな」ものとなっているが、南波は「泣かせモード」の楽曲であるとも評価している。PandaBoYは「冬っぽさある」トラックであると説明している。振り付けには、会場にいるファン一人一人を指さす部分があり、振り付けを担当した竹中夏海はその部分について「1人ずつ指さして、ガッツリ心を捕まえて」と指導した。
「ENJOY!! ENJO(Y)!!」は、ギャルがテーマとなっている曲で、見た目がギャルっぽい佐藤が曲の最初の部分のセリフを担当するなど「佐藤綾乃曲」となっている。サウンドプロデュースを担当したmichitomoによれば「比較的おバカな、リアルな女子高生の雰囲気を目指した」曲であり、ビジュアル的にそのイメージに合うのは佐藤だという。
音楽のジャンルとしてはEDMを基調に、ユーロビート、トランスを取り入れたものとなっており、dwango.jpは「パーティーチューン」と表現している。歌詞中には「ENJOY」という言葉が96回含まれており「ごきげんなアホ・ソング」となっている。振り付けにはラインダンスが含まれており、女性自身は「アプガの曲線美（？）が映える」と評価している。また、曲の最後には尻を叩く振りがあるが、これはメンバーの佐保明梨がふざけてやっていたものが採用されたものである。

## リリース
2013年11月18日、アップアップガールズ（仮）はタワーレコード新宿店で『七大都市（仮）化作戦』の出陣式を行い、その中で12月25日に両A面CDシングル「虹色モザイク/ENJOY!! ENJO(Y)!!」をリリースすることを発表した。また、同日、iTunes Storeで「虹色モザイク」と「ENJOY!! ENJO(Y)!!」の配信が始まった。
12月4日には、moraにて「ENJOY!! ENJO(Y)!!」のハイレゾ（ハイレゾリューション）音源の配信が始まった。ハイレゾ音源を配信するのはアップアップガールズ（仮）にとって初となる。作詞・編曲のmichitomoによれば、CD音源とは「歌の質感や音像感も全然違う」という。同音源はmoraハイレゾランキングで1位となった。
12月24日にはCDシングルのフライングゲット日を迎え、12月25日には発売日を迎えた。
当CDシングルの購入者特典は、タワーレコードの特定店舗にて配布された。札幌ピヴォ店では古川小夏、仙台店では仙石みなみ、秋葉原店・池袋店では佐保明梨、名古屋パルコ店・近鉄パッセ店では関根梓、大阪地区では佐藤綾乃、広島店では森咲樹、福岡店では新井愛瞳のポスターが特典として配布され、さらに新宿店ではメンバー集合写真・ソロ写真が配布された。

## ミュージック・ビデオ
「ENJOY!! ENJO(Y)!!」のミュージック・ビデオは2014年1月に台湾で撮影された。士林夜市や圓山大飯店周辺にてメンバーがステージ衣装で観光している模様を撮影したもので、dwango.jpは「楽曲の世界観そのままに、メンバーが台湾の街を練り歩き、踊り、はしゃぎ、食べ歩くという楽しい作品」と評価している。同ビデオは2014年2月7日にYouTubeにて公開された。

## アートワーク
当CDシングルのジャケット写真は11月18日に公開された。「ハロプロ・ファンなら思わずニヤリとしてしまう」ものとなっている今回のジャケットは、漫画家のナカGによるデザインで、ナカGによるイラストも含まれ、ストーリー仕立てになっているという。また、同ジャケットは「冬を感じさせる」ものとなっている。

## パフォーマンス、プロモーション
2013年10月22日・24日、「ENJOY!! ENJO(Y)!!」のダンスレッスンが行われた。11月18日、アップアップガールズ（仮）はタワーレコード新宿店で行われた『七大都市（仮）化作戦』の出陣式で「ENJOY!! ENJO(Y)!!」を初披露した。12月1日には、AKIBAカルチャーズ劇場で「〜定期公演 59回 少し遅めの 新井愛瞳誕生日スペシャル〜」を行い「虹色モザイク」を初披露した。
12月24日から12月29日にかけて、当CDシングルのリリースイベントが行われた。12月24日はららぽーとTOKYO-BAYで行われ、佐藤綾乃プロデュースによる新衣装が披露された。仙石・森・関根は「ガーリー路線」で、古川・佐藤・佐保・新井は「ワイルド路線」と分かれている。衣装はシンプルなものが選ばれているが、これには（アップアップガールズ（仮）は）「まだなにか足りないから。。これがもっとかっこ良くなるにはアプガもレベルアップしないとなりません。」という意味が含まれているという。12月25日はマルイシティ渋谷で行われ、「ENJOY!! ENJO(Y)!」「虹色モザイク」の他、横浜赤レンガ倉庫で12月22日に開催されたライブ『クリスマスイブイブイブ決戦』限定という設定になっていた曲「サンタクロース」を披露した。

## 規格と収録曲
| #  | タイトル              | 作詞 | 作曲・編曲 | 時間 |
| -- | --------------------- | ---- | ---------- | ---- |
| 1. | 「虹色モザイク」      |      |            | 4:40 |
| 2. | 「ENJOY!! ENJO(Y)!!」 |      |            | 4:49 |

| #         | タイトル                            | 作詞      | 作曲      | 編曲      | 時間  |
| --------- | ----------------------------------- | --------- | --------- | --------- | ----- |
| 1.        | 「虹色モザイク」                    | PandaBoY  | PandaBoY  | PandaBoY  | 4:42  |
| 2.        | 「ENJOY!! ENJO(Y)!!」               | NOBE      | michitomo | michitomo | 4:49  |
| 3.        | 「虹色モザイク(Instrumental)」      |           | PandaBoY  | PandaBoY  | 4:42  |
| 4.        | 「ENJOY!! ENJO(Y)!!(Instrumental)」 |           | michitomo | michitomo | 4:47  |
| 合計時間: | 合計時間:                           | 合計時間: | 合計時間: | 合計時間: | 19:03 |

## リリース日一覧
| 地域 | リリース日     | レーベル          | 規格                                      | カタログ番号 |
| ---- | -------------- | ----------------- | ----------------------------------------- | ------------ |
| 日本 | 2013年11月18日 | T-Palette Records | デジタル・ダウンロード                    | -            |
| 日本 | 2013年12月04日 | T-Palette Records | ハイレゾ配信（「ENJOY!! ENJO(Y)!!」のみ） | -            |
| 日本 | 2013年12月25日 | T-Palette Records | マキシシングル                            | TPRC-0065    |